# Henryk Jabłoński

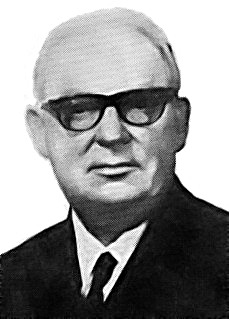
Henryk Jabłoński

Henryk Jan Jabłoński [ˈxɛnrɨk jabˈwɔɲskʲi] (* 27. Dezember 1909 in Waliszew bei Łowicz; † 27. Januar 2003 in Warschau) war ein polnischer kommunistischer Politiker und Historiker.
Er studierte Geschichte und wurde 1931 Mitglied der Polnischen Sozialistischen Partei (PPS). Während des Zweiten Weltkriegs kämpfte er unter anderem bei Narvik und unterstützte aktiv die französische Résistance. Nach Kriegsende trat er bald für die Vereinigung von PPS und PPR zur PVAP ein und wurde 1947 Abgeordneter im Sejm (bis 1972). Von 1948 bis 1981 war er Mitglied des ZK der PZPR, von 1971 bis 1981 auch des Politbüros. Regierungen gehörte er von 1965 bis 1966 als Hochschulminister und von 1966 bis 1972 als Minister für Bildung und Hochschulwesen an. In dieser Funktion unterzeichnete er den Erlass zur Relegierung demonstrierender Studenten von den Universitäten nach den Märzunruhen 1968. Auf Initiative Edward Giereks wurde Jabłoński 1972 zum Staatsratsvorsitzenden der Volksrepublik Polen ernannt und behielt dieses Amt über die Brüche der Jahre 1980/1981 hinweg bis 1985, als er durch Wojciech Jaruzelski ersetzt wurde.
Nebenamtlich fungierte er seit 1948 als Professor für Geschichte an der Universität Warschau, seit 1952 bei der Polnischen Akademie der Wissenschaften (PAN), der sich vor allem mit Fragen der Parteien- und Zeitgeschichte befasste.

## Werke
- Polityka PPS w trakcie wojny 1914–1918" (1958)
- Narodziny II Rzeczpospolita (1962)